# Hotel Ávila
El Hotel Ávila es un hotel localizado en la parroquia San Bernardino de Caracas, Venezuela. Siendo construido a inicio de los años 1940, es uno de los más antiguos de la ciudad, y es considerado como el primer hotel moderno del país, así como uno de los más destacados en términos arquitectónicos.

## Historia
El Hotel Ávila fue ideado como el proyecto piloto de la Corporación de Fomento Venezolana, creada por Nelson Rockefeller en 1940, y fue pensado como un hotel de lujo para los futuros inversionistas estadounidenses y europeos. Por esa razón, se pensó emplazarlo fuera del centro de Caracas, específicamente en la parroquia de San Bernardino, sitio que ya para el momento se había convertido en la primera zona netamente residencial de la capital. El arquitecto personal de Rockefeller, Wallace Harrison, proyectó el edificio junto con Jacques André Fouilhoux y Max Abramovitz.
El hotel fue inaugurado el 11 de agosto de 1942, y desde entonces se convirtió en uno de los más prestigiosos de la ciudad, junto con el hoy demolido Hotel Majestic. Dado el auge de la incipiente industria petrolera y por su cercanía al Edificio Shell, se convirtió en el centro preferido para encuentros corporativos y festivos, de tal manera que creó el modismo «En el Ávila es la cosa» entre los caraqueños durante los años 1950, y fue asimismo el predecesor de otros similares como el Hotel Waldorf, el Hotel Potomac y el Hotel Astor.
En 1944, Harrison aprobó una ampliación construida por la firma Hegeman-Harris, y el salón principal fue redecorado al año siguiente.
El 16 de agosto de 1950, el Salón Principal del hotel alojó un evento destinado a empresarios para convencerlos de invertir en la tecnología televisiva. Allí se recibió la primera transmisión por televisión en la historia de Venezuela, con imágenes emitidas desde el Hospital de la Cruz Roja.

## Características
El hotel se encuentra al final de una avenida arbolada. Para su construcción, Harrison adoptó una especie de tropicalización en su estilo acostumbrado, buscando corregir errores hechos en antiguos encargos en el Caribe. Así, se utilizaron materiales locales como tejas y elementos de larquitectura tradicional venezolana como romanillas y balaustradas de madera. Posee balcones con espacios intermedios que se orientan bien hacia el cerro El Ávila o hacia el valle de Caracas. Parte de las ventanas son redondas, en consonancia con el estilo «yate», de moda en aquella época. Es notable la dualidad del inmueble, que se muestra consonante y aclimatado en el exterior y en sus espacios comunes, a la vez que usa un ambiente más internacional en su interior.